# Aechmea mariae-reginae
Aechmea mariae-reginae är en gräsväxtart som beskrevs av Hermann Wendland. Aechmea mariae-reginae ingår i släktet Aechmea och familjen Bromeliaceae. Inga underarter finns listade i Catalogue of Life.

## Bildgalleri

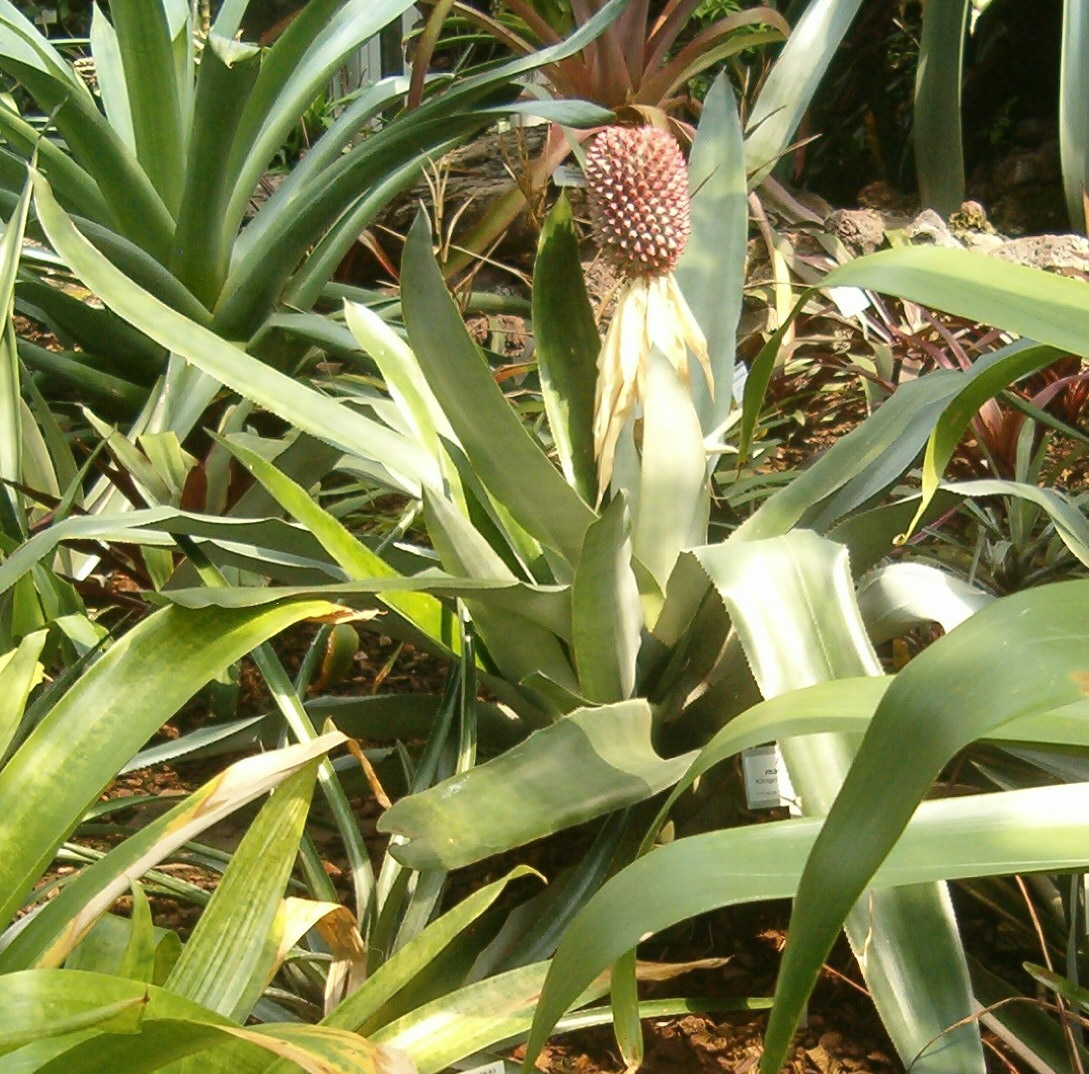
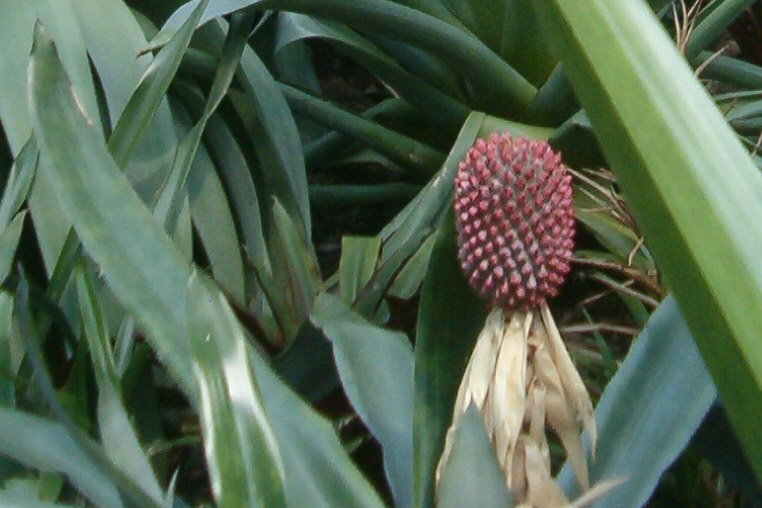
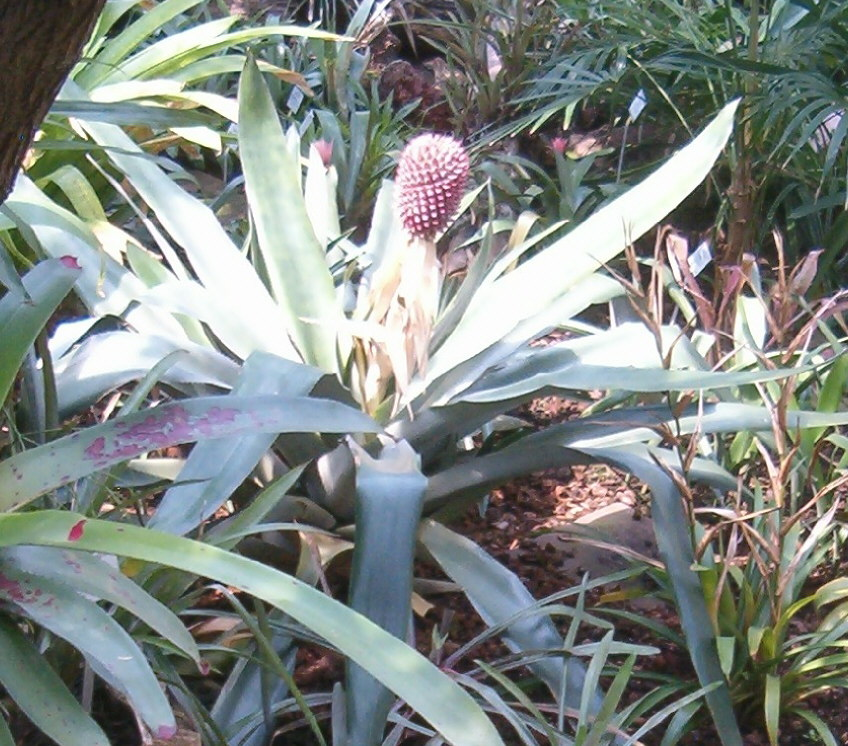
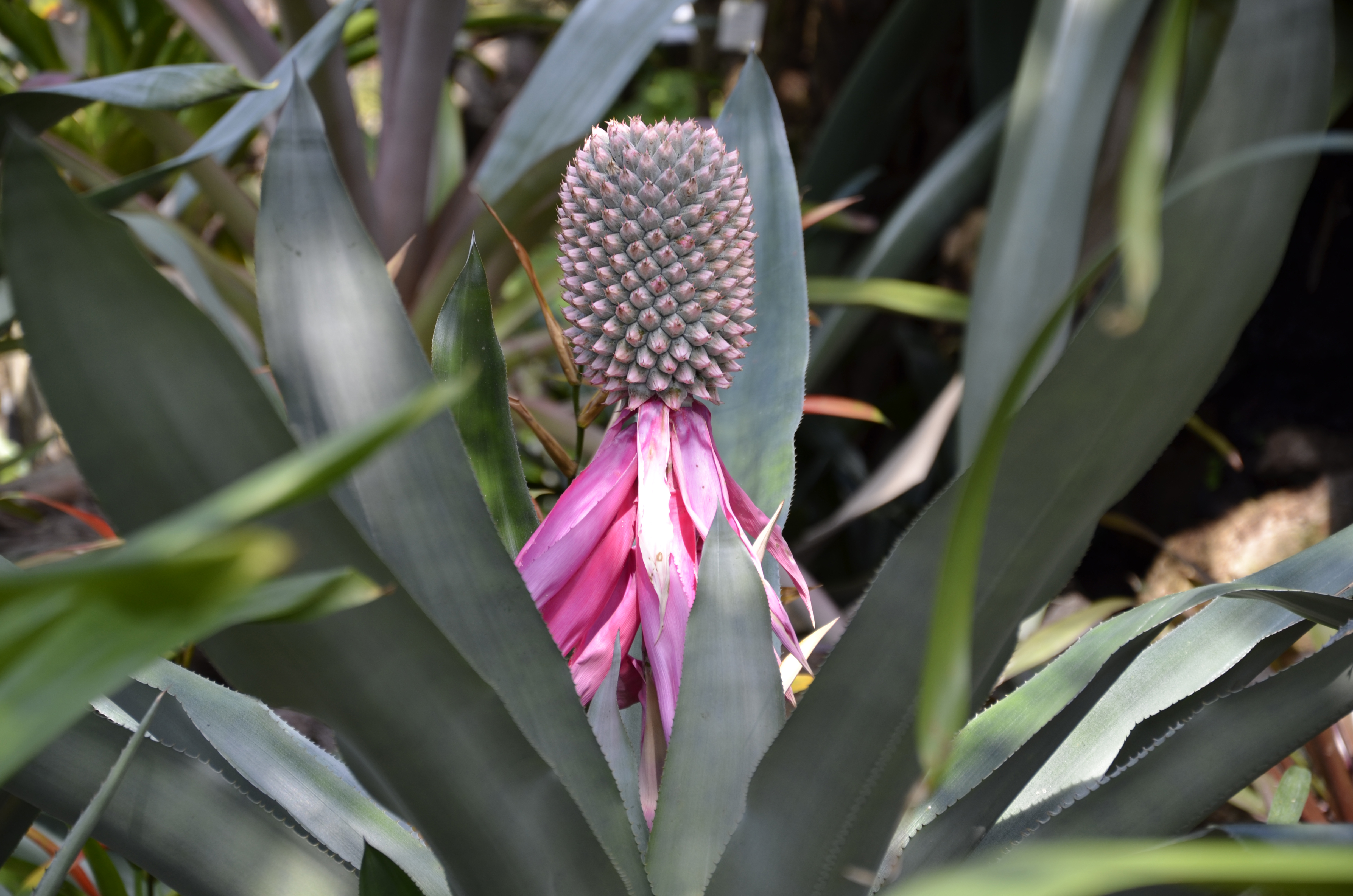